# Benjamín Monterroso
Benjamín Eduardo Monterroso Díaz (Cidade da Guatemala, 1 de setembro de 1952) é um ex-futebolista e treinador de futebol guatemalteco que atuava como meio-campista. Atualmente encontra-se sem clube.

## Carreira
Na época de jogador, Monterroso teve maior destaque pelo Municipal, onde atuou entre 1970 e 1979, conquistando quatro títulos do Campeonato Guatemalteco (1973, 1974 e 1976). Jogou também por Juventud Retalteca, Cobán Imperial, FAS e Comunicaciones, último clube de sua carreira, encerrada em 1987.
Tornou-se treinador em 1997, comandando Municipal, Jalapa, Universidad de San Carlos, Suchitepéquez e Unifut, além das seleções masculina (principal) e feminina (principal e sub-20) da Guatemala.

## Seleção Guatemalteca
Pela Seleção da Guatemala, Mincho atuou entre 1971 e 1986, conquistando a medalha de bronze nos Jogos Pan-Americanos de 1983. Também integrou o elenco que disputou as Olimpíadas de 1976.

## Vida pessoal
Suas filhas, María e Coralia Monterroso, chegaram a representar a seleção feminina da Guatemala - a primeira é convocada desde 2010, enquanto a segunda representou as Chapinas até 2014 e encerrou a carreira um ano depois.

## Títulos
Municipal
- Campeonato Guatemalteco: 1973, 1974, 1976
- Copa Campeón de Campeones: 1977
- Liga dos Campeões da CONCACAF: 1974
- Copa Interclubes da UNCAF: 1974, 1977